# Zandmeldekokermot
De zandmeldekokermot (Coleophora vestianella) is een vlinder uit de familie kokermotten (Coleophoridae). De wetenschappelijke naam van de soort werd als Tinea vestianella in 1758 gepubliceerd door Carl Linnaeus.
De soort komt voor in Europa.